# Johnny Warren
Pour les articles homonymes, voir Warren.
John « Johnny » Warren (surnommé « Captain Socceroo »), né le 17 mai 1943 à Sydney et mort le 6 novembre 2004 à Sydney, est un footballeur et entraîneur australien. Il évoluait au poste de milieu de terrain.
Johnny Warren décède d'un cancer du poumon le 6 novembre 2004 au Royal Prince Alfred Hospital à Sydney.

## Biographie

### Enfance
Warren grandit à Botany dans la banlieue de Sydney et a deux frères, Geoff et Ross.
Il fréquente l'école St. Cleveland à Botany. Durant ses jeunes années, Warren joue dans le petit club de Botany Methodists, avant d'évoluer à Earlwood Wanderers.

### Carrière en club
Warren rejoint le club de Canterbury-Marrickville en 1959.
En 1963, Warren est transféré à St. George-Budapest. De 1963 à 1974, il remporte trois Grand Final de la NSW Premier League, un championnat en 1972 et deux coupes.   
Il met fin à sa carrière à 31 ans à l'issue de la saison 1974, après avoir participé à la Coupe du monde de 1974.

### Carrière d'entraîneur
En 1974, le St. George-Budapest, lui propose une reconversion comme entraîneur à la fin de sa carrière de joueur. Il porte alors la double casquette de joueur-entraîneur dans le club.
En 1977, il devient entraîneur du Canberra City. Il y reste jusqu'à la saison 1978.

### Carrière en équipe nationale
Warren est international australien à 42 reprises (1965-1974) pour 6 buts inscrits. 
En novembre 1965, Warren reçoit sa première sélection avec l'Australie au cours d'un match contre le Cambodge. De 1967 à 1971, il est le capitaine de la sélection nationale australienne (24 matchs).
Il participe à la Coupe du monde 1974, où il joue un match face à la RDA en tant que titulaire. L'Australie est éliminée au premier tour du mondial.

### L'après-football
Warren est consultant sportif sur ABC et SBS. Il anime deux émissions sur SBS, On the Ball et  The World Game.
En 2002, il publie sa biographie : Johnny Warren et le football en Australie, qui retrace la croissance du football en Australie, en particulier dans les années d'après-guerre. Le titre fait référence à de prétendues attitudes sexistes, racistes et homophobes envers le football, exposées fréquemment par de nombreux australiens et surtout les grands médias des villes en Australie pendant cette période.

### L'opposition à l'OFC
Warren demande à de nombreuses reprises la dissolution de la Confédération d'Océanie, affirmant que l'OFC n'est pas au niveau des autres confédérations du monde. Beaucoup d'australiens sont d'accord avec Warren, affirmant que l'Australie étant si dominante au sein de l'OFC, les Socceroos souffrent cruellement d'un manque de concurrence sérieuse. Le manque de concurrence dans l'OFC est notamment illustré par les éliminatoires de la coupe du monde 2002 qui voient des matchs avec des scores fleuves de 11-0, 22-0 et 31-0. 
À cette époque, l'OFC ne dispose pas de qualification directe pour la Coupe du monde. Au lieu de cela, le champion de l'OFC doit jouer un match de barrage contre une autre équipe, soit d'Amérique du Sud soit d'Asie, pour obtenir la dernière place qualificative pour la Coupe du monde. 
Warren demande alors une fusion entre la Confédération d'Océanie et la Confédération asiatique, ce qui permettrait aux nations de l'OFC de disposer du même système de qualifications que les autres confédérations. Après la publication du rapport Crawford, dont il est un membre du comité, l'Australie rejoint l'AFC en 2006.

### Mort
En 2003, Warren annonce publiquement qu'il a un cancer du poumon. Plusieurs mois plus tard, le président de la FIFA Sepp Blatter donne à Warren le FIFA Order of Merit (en) pour ses services rendus pour son pays,.
Sa dernière apparition publique a lieu lors du lancement de l'A-League, la nouvelle compétition de football australienne.  
Warren décède d'un cancer du poumon le 6 novembre 2004 au Royal Prince Alfred Hospital à Sydney. Il reçoit des funérailles nationales, qui sont la première du genre à se tenir pour un sportif en Australie.

### Divers et anecdotes
Une collection de 503 objets de souvenirs est offerte par la famille de Johnny Warren au National Museum of Australia en 2005. La collection comprend des maillots de football, des médailles, des albums et des trophées. Le Musée national rend hommage à Warren en 2010 avec «I told you so»: Johnny Warren et le football en Australie, une affiche faîte pour coïncider avec la Coupe du monde.
Le trophée du meilleur joueur australien de l'année porte son nom, il est attribué à chaque fin d'année civile par un vote. Seuls les joueurs évoluant dans le championnat australien sont éligibles.
En 2006, un documentaire est réalisé sur Warren : Johnny Warren's Football Mission, qui retrace toute sa vie, avec des entrevues avec ses anciens coéquipiers, sa famille, ses amis et des journalistes sportifs.

## Carrière

### Clubs
- 1959-1962 : Canterbury-Marrickville  Australie
- 1963-1964 : St. George-Budapest  Australie
- 1964 : Stockport County  Angleterre
- 1965-1975 : St. George-Budapest  Australie

### Palmarès
- Avec St. George-Budapest :
  - Champion de la NSW Premier League en 1972.
  - Vice-champion de la NSW Premier League en 1964, 1965, 1967, 1969, 1970, 1971.

### Quelques distinctions personnelles
- Membre de l'Ordre de l'Empire britannique (MBE, 1974)
- Médaille australienne du sport (2000)
- Médaille du Centenaire (2001)
- Médaille de l’Ordre d'Australie (OAM, 2002)
- Membre du FIFA Order of Merit (en) (2004)

### Documentaire
- (en) Johnny Warren's Football Mission, 2006